# Turquant
Turquant ist eine französische Gemeinde mit 569 Einwohnern (Stand: 1. Januar 2022) im Département Maine-et-Loire in der Region Pays de la Loire. Varennes-sur-Loire gehört zum Arrondissement Saumur und ist Teil des Kantons Saumur. Die Einwohner werden Turquantois genannt.

## Geographie
Turquant liegt im Weinbaugebiet Anjou an der Loire. Umgeben wird Turquant von den Nachbargemeinden Varennes-sur-Loire im Norden und Nordosten, Montsoreau im Osten, Fontevraud-l’Abbaye im Süden sowie Parnay im Westen.

## Bevölkerungsentwicklung
| 1962                       | 1968 | 1975 | 1982 | 1990 | 1999 | 2006 | 2013 | 2018 |
| -------------------------- | ---- | ---- | ---- | ---- | ---- | ---- | ---- | ---- |
| 526                        | 475  | 413  | 412  | 403  | 448  | 516  | 584  | 568  |
| Quellen: Cassini und INSEE |      |      |      |      |      |      |      |      |

## Sehenswürdigkeiten
- Kirche Saint-Aubin, seit 1967 Monument historique
- Schloss La Fessardière aus dem 17. Jahrhundert
- Herrenhaus La Chauvellière, seit 1973 Monument historique
- Herrenhaus La Vignoble, seit 1968 Monument historique
- Mühle von La Herpinière, seit 1982 Monument historique
- Windmühle Le Val Hulin, seit 1963 Monument historique
- Pavillon La Vignole, seit 1975 Monument historique

Siehe auch: Liste der Monuments historiques in Turquant

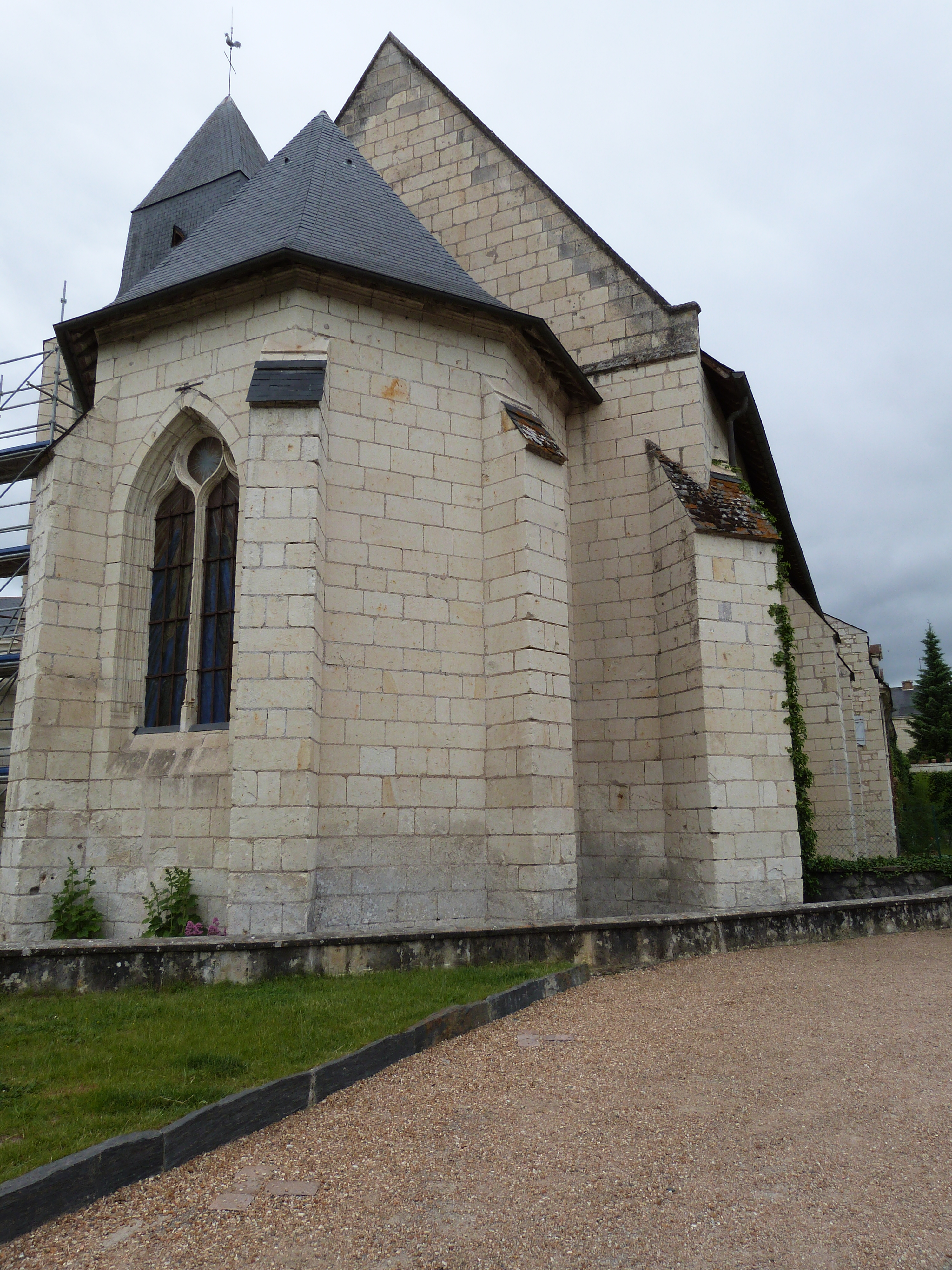
Kirche Saint-Aubin
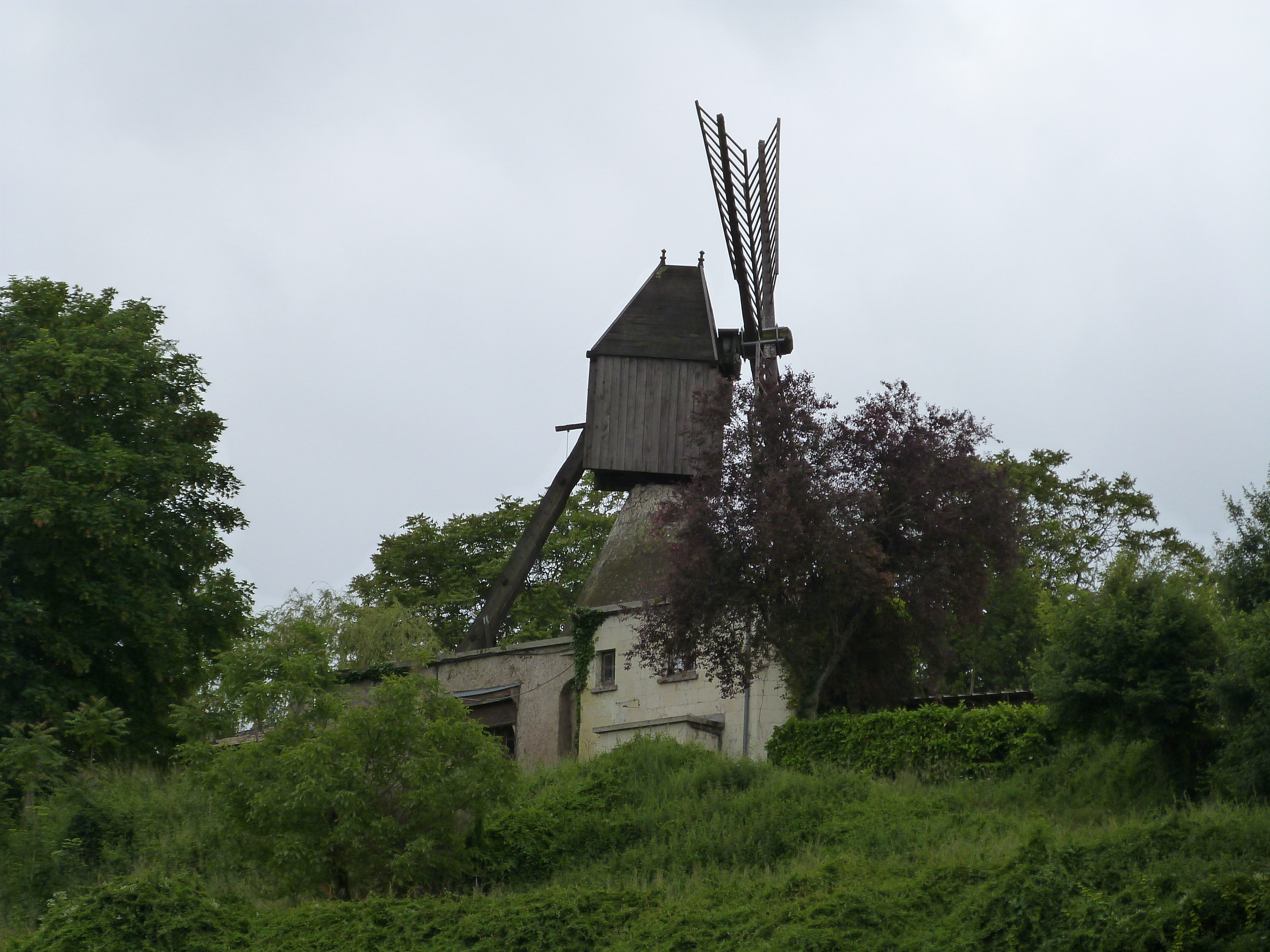
Windmühle Le Val Hulin

## Persönlichkeiten
- Abel Aubert Dupetit-Thouars (1793–1864), Marineoffizier, Weltumsegler